# فيليب غوسلين
فيليب غوسلين هو سياسي فرنسي، ولد في 23 أكتوبر 1966 في Carentan ‏ في فرنسا. نشط حزبياً في الاتحاد من أجل حركة شعبية.

## مناصب
- انتخب  لترشحه ضمن قائمة Remilly Les Marais [الإنجليزية]‏، خلال فترته النيابية ‏ (6 يناير 2017 – ).
- انتخب  خلال فترته النيابية ‏.
- انتخب Mayor of Remilly-sur-Lozon ‏ (24 يونيو 1995 – ).
- انتخب نائب فرنسي عن دائرة Manche's 1st constituency [الإنجليزية]‏ وقد انضم خلال فترته النيابية [الإنجليزية]‏ (21 يونيو 2017 – ) للكتلة البرلمانية Republican Right group [الإنجليزية]‏.
- انتخب نائب فرنسي عن دائرة Manche's 1st constituency [الإنجليزية]‏ خلال فترته النيابية (20 يونيو 2012 – 20 يونيو 2017).
- انتخب نائب فرنسي عن دائرة Manche's 1st constituency [الإنجليزية]‏ خلال فترته النيابية [الإنجليزية]‏ (20 يونيو 2007 – 19 يونيو 2012).

## وصلات خارجية
- الموقع الرسمي